# 화살기도
화살기도는 중세 또는 중세 이전부터 모이게 된 사막의 교부들 수도자들에 의해 발전된 기도의 한 형태로써 짧은 한 문장의 형태로 신 또는 거룩히 여기는 대상에게 간청하는 기도문이다. 땅에서 하늘로 마음의 화살을 쏜다 또는 화살처럼 신속하게 도움을 간청하는 의미를 담고 있는 기도의 형태이다.